# Medullär-zystische Nierenerkrankung Typ 1
Die medullär-zystische Nierenerkrankung Typ 1, auch als MCKD1 oder ADMCKD1 (autosomal dominant medullary cystic kidney disease type 1) oder autosomal-dominante Nephronophthise bezeichnet, ist eine sehr seltene ernsthafte genetisch bedingte Erkrankung der Nieren. Die Krankheit ist eine autosomal-dominante Form einer tubulointerstitiellen Nephropathie. Die MCKD1 führt zu Zystennieren an der kortikomedullären Grenze der Nieren. Die Erkrankung bricht erst im erwachsenen Alter aus und führt im Durchschnitt in der sechsten Lebensdekade bei den Betroffenen zum terminalen Nierenversagen.

## Prävalenz und Genetik
Die medullär-zystische Nierenerkrankung Typ 1 ist eine sehr seltene Erbkrankheit. Die Prävalenz für Typ 1 und Typ 2 der MCKD liegt zusammen bei etwa 1 bis 9 pro 1.000.000. Bis 2001 waren etwa 55 betroffene Familien weltweit bekannt, die entweder von Typ 1 oder Typ 2 der MCKD betroffen sind.
Der Gendefekt befindet sich auf Chromosom 1 Genlocus p21. Ein 2,1 Mb großes Intervall im Bereich p21 wurde zwar als potenzieller Bereich identifiziert, in dem sich das betroffene Gen befinden muss, allerdings wurde ein entsprechendes „MCKD1-Gen“ bisher nicht gefunden.

## Diagnose
Patienten mit MCKD1 haben infolge des tubulären Konzentrierungsdefektes erhebliche Salzverluste, die zu einer schweren Dehydratation und Elektrolytverschiebungen führen können. Der Verlust der Fähigkeit, den Urin auf über 800 mosm·kg−1H2O konzentrieren zu können, ist ein Frühsymptom der Erkrankung. Im Blut der Betroffenen lassen sich Azotämie (überdurchschnittliche hoher Gehalt von stickstoffhaltigen Stoffwechselprodukten), Anämie (Blutarmut), Hypokaliämie (Kaliummangel) und metabolische Azidose (Übersäuerung) nachweisen.
Die eingeschränkte Nierenfunktion lässt sich mittels Nierenfunktionsszintigraphie darstellen.
Die Diagnose kann durch Sonographie („Ultraschall“) oder andere bildgebende Verfahren, wie beispielsweise der Magnetresonanztomographie, erfolgen.
Atrophische und zystisch erweiterte Tubuli befinden sich in der Mehrzahl an der kortikomedullären Grenze der Nieren. Die Zysten gehen meist vom distalen Konvolut und den Sammelrohren aus.
Die Krankheit tritt bei Rothaarigen und Blonden bevorzugt auf.

## Abgrenzung zur Nephronophthise
Bis in die 1970er Jahre hinein ist man davon ausgegangen, dass Nephronophthise (NPHP1) und die beiden medullärzystischen Nierenerkrankungen (Typ 1+2) die gleiche Krankheit sind. Beide Formen lassen sich histologisch nicht unterscheiden. Der Erbgang der Nephronophthise ist autosomal-rezessiv. Sie führt im Durchschnitt bereits im 13. Lebensjahr zum terminalen Nierenversagen. Wegen der Ähnlichkeit der Erkrankungen spricht man auch vom NPH-MCKD-Komplex.
Bei der medullär-zystischen Nierenerkrankung Typ 1 tritt das terminale Nierenversagen im Alter von durchschnittlich 62 Jahren ein.

## Therapie
Es ist bis heute keine Therapie bekannt, die das Nachlassen der Nierenleistung bis in die chronische Niereninsuffizienz hinein aufhalten könnte. Die Behandlung der MCKD1 erfolgt deshalb rein symptomatisch. Eine Heilung bietet nur eine Nierentransplantation. Mit dem terminalen Versagen der Nieren wird eine Nierenersatztherapie notwendig. Entweder in Form der Dialyse oder mittels Nierentransplantation.
Neben der eingeschränkten Nierenfunktion sind noch Hyperurikämie und Gicht mit der Krankheit assoziiert.

## Erstbeschreibung
Die MCKD1 wurde erstmals 1944 von G. W. Thorn und Kollegen als „Salzverlust-Nephritis“ (salt-losing nephritis) beschrieben.